# Maltôte

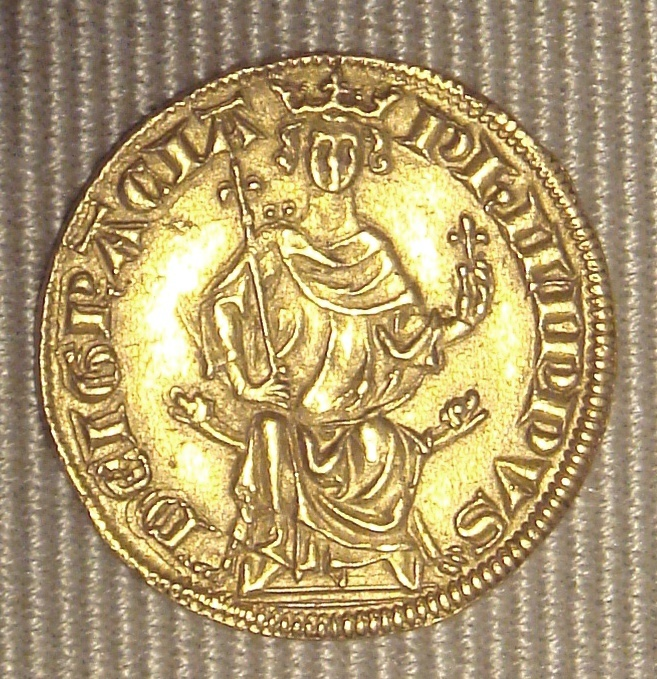
une monnaie sous Philippe IV le Bel

En droit médiéval, une maltôte est la levée d'un impôt extraordinaire, qui s'appliquait à des biens de consommation courante (le vin, la bière, la cire…), en vue de faire face à des dépenses, elles aussi extraordinaires. De manière générale, ce fut pour financer le coût de certaines guerres ou des travaux de fortification.

## Origine
Malatolta est employé dès le Xe siècle. La première mention du terme maltôte semble être dans le registre des olim en 1273.
Philippe le Bel se rendit impopulaire en levant maltôte en vue de financer la Guerre de Flandre, en 1292: l'impôt du denier par livre payable tant par le vendeur que par l'acquéreur et qui, en raison de son caractère peu populaire, se verra rapidement désigner par le peuple sous l’appellation péjorative de maltôte. La maltôte était, en effet, fréquemment mal perçue par les populations qui étaient mises à contribution pour des enjeux parfois très éloignés de leurs préoccupations quotidiennes. La guerre de Flandre fut ainsi à l'origine d'une révolte populaire à Rouen qui entendait s'opposer à la maltôte,.
Par extension, la maltôte désigna rapidement toute levée d'impôts extraordinaires. Le recours aux maltôtes perdura jusqu'au XVIIIe siècle.

## Étymologie
- Maltôte pourrait provenir de Maltolte, du latin tollere, enlever, prendre, ravir. Maltôte pourrait également provenir de mal toste qui signifierait mauvais salut, au sens de « je ne vous donne pas le bonjour ». Enfin, Maltolte pourrait provenir du latin médiéval Mala Tolta : mauvais impôt[4].
- Maltotiers « a été appliqué, moins par injure que par gausserie, aux officiers ou autres personnages employés à la perception des impôts »[5] et par extension, à « celui qui exige des droits qui ne sont point dus »[5].